# Leskowec (obwód Wraca)
Leskowec (bułg. Лесковец) – wieś w Bułgarii, w obwodzie Wraca, w gminie Orjachowo. Według danych szacunkowych Ujednoliconego Systemu Ewidencji Ludności oraz Usług Administracyjnych dla Ludności, 15 czerwca 2020 roku miejscowość liczyła 543 mieszkańców.